# DFB-Junioren-Vereinspokal 2007/08
DFB-Junioren-Vereinspokalsieger 2007/08 wurde Bayer 04 Leverkusen. Im Endspiel siegte Leverkusen im Babelsberger Karl-Liebknecht-Stadion am 18. April 2008 mit 3:0 gegen Borussia Mönchengladbach.

## Teilnehmende Mannschaften
Am Wettbewerb nahmen die Juniorenpokalsieger bzw. dessen Vertreter aus den 21 Landesverbänden des DFB teil:
| Regionalverband Nord | Regionalverband West                                                                                      | Regionalverband Südwest                                                            | Regionalverband Süd | Regionalverband Nordost |
| --- | --- | ---------------------------------------------------------------------------------- | --- | --- |
| - Schleswig-Holstein: VfR Horst - Hamburg: SC Vier- und Marschlande - Bremen: Werder Bremen - Niedersachsen: VfL Wolfsburg | - Westfalen: Borussia Dortmund - Mittelrhein: Bayer 04 Leverkusen - Niederrhein: Borussia Mönchengladbach | - Rheinland: FSV Salmrohr - Südwest: 1. FSV Mainz 05 - Saarland: 1. FC Saarbrücken | - Hessen: VfB Gießen - Baden: TSG 1899 Hoffenheim - Südbaden: SC Freiburg - Württemberg: VfB Stuttgart - Bayern: TSV 1860 München | - Mecklenburg-Vorpommern: F.C. Hansa Rostock - Brandenburg: FC Energie Cottbus - Berlin: Hertha BSC - Sachsen-Anhalt: Hallescher FC - Thüringen: FC Carl Zeiss Jena - Sachsen: Chemnitzer FC |

## 1. Runde
| Datum                       |                     | Ergebnis              |                  |
| --------------------------- | ------------------- | --------------------- | ---------------- |
| So 11. Aug. 2007, 11:00 Uhr | TSG 1899 Hoffenheim | ?:? n. V. (3:4 i. E.) | FC Hansa Rostock |
| Mi 15. Aug. 2007, 11:00 Uhr | FC Energie Cottbus  | 0:3                   | SV Werder Bremen |
| Mi 05. Sep. 2007, 18:00 Uhr | VfR Horst 1946      | 0:7                   | TSV 1860 München |
| Do 06. Sep. 2007, 19:00 Uhr | FSV Salmrohr        | 1:3                   | 1. FSV Mainz 05  |
| Mi 19. Sep. 2007, 18:30 Uhr | VfB Stuttgart       | ?:? n. V. (3:5 i. E.) | SC Freiburg      |

## Achtelfinale
| Datum                       |                          | Ergebnis        |                          |
| --------------------------- | ------------------------ | --------------- | ------------------------ |
| Sa 27. Okt. 2007, 11:00 Uhr | VfB Gießen               | 4:3 n. V. (3:3) | FC Hansa Rostock         |
| So 28. Okt. 2007, 11:00 Uhr | SV Werder Bremen         | 1:2             | Bayer 04 Leverkusen      |
| So 28. Okt. 2007, 11:00 Uhr | 1. FC Saarbrücken        | 2:3             | Hertha BSC               |
| So 28. Okt. 2007, 11:00 Uhr | SC Vier- und Marschlande | 0:2             | Borussia Dortmund        |
| So 28. Okt. 2007, 11:00 Uhr | Chemnitzer FC            | 0:4             | Borussia Mönchengladbach |
| So 28. Okt. 2007, 11:00 Uhr | TSV 1860 München         | 1:0 n. V.       | 1. FSV Mainz 05          |
| So 28. Okt. 2007, 13:00 Uhr | VfL Wolfsburg            | 1:2             | FC Carl Zeiss Jena       |
| Mi 31. Okt. 2007, 10:30 Uhr | Hallescher FC            | 1:4             | SC Freiburg              |

## Viertelfinale
| Datum                       |                          | Ergebnis               |                     |
| --------------------------- | ------------------------ | ---------------------- | ------------------- |
| Sa 24. Nov. 2007, 14:00 Uhr | Borussia Mönchengladbach | 4:1                    | FC Carl Zeiss Jena  |
| Sa 24. Nov. 2007, 14:00 Uhr | SC Freiburg              | ?:? n. V. (9:10 i. E.) | Borussia Dortmund   |
| So 25. Nov. 2007, 11:00 Uhr | Hertha BSC               | 2:1                    | TSV 1860 München    |
| So 25. Nov. 2007, 13:00 Uhr | VfB Gießen               | 0:2                    | Bayer 04 Leverkusen |

## Halbfinale
| Datum                       |                   | Ergebnis              |                          |
| --------------------------- | ----------------- | --------------------- | ------------------------ |
| So 16. Mär. 2008, 11:00 Uhr | Hertha BSC        | ?:? n. V. (3:4 i. E.) | Borussia Mönchengladbach |
| Mi 19. Mär. 2008, 18:30 Uhr | Borussia Dortmund | 1:3                   | Bayer 04 Leverkusen      |

## Finale
| Paarung                  | Borussia Mönchengladbach – Bayer 04 Leverkusen |
| Ergebnis                 | 0:3 (0:0) |
| Datum                    | Freitag, 18. April 2008 um 18:00 Uhr |
| Stadion                  | Karl-Liebknecht-Stadion, Babelsberg |
| Zuschauer                | 3.150 |
| Schiedsrichter           | Tobias Welz (Wiesbaden) |
| Tore                     | 0:1 Stefan Reinartz (51.) 0:2 Lars Klitzsch (76., Eigentor) 0:3 Deniz Naki (89.) |
| Borussia Mönchengladbach | Nils Schmadtke – Jochen Schumacher (85. Patrick Ajani), Patrick Schaaf, Lars Klitzsch, Eric Schaaf – Tony Jantschke, Jan Lukas Pirschel (85. Bünyamin Aksoy), Erhan Zent, Eric Tappiser – Kevin Breuer (46. Dennis Dowidat), Fabian Bäcker (85. Daniel Keita-Ruel) Cheftrainer: Ulrich Sude |
| Bayer 04 Leverkusen      | Fabian Giefer – Oliver Petersch, Nils Teixeira, Stefan Reinartz, Bastian Oczipka – Sevdail Selmani, Marcel Risse, Cihan Kaptan, Deniz Naki – Richard Sukuta-Pasu, Dominick Drexler (70. Kevin Kampl) Cheftrainer: Sascha Lewandowski                                                        |
| Gelbe Karten             | P. Schaaf, Schumacher – keine |